# Silene burchellii
Silene burchellii är en nejlikväxtart. Silene burchellii ingår i släktet glimmar, och familjen nejlikväxter.

## Underarter
Arten delas in i följande underarter:
- S. b. burchellii
- S. b. modesta
- S. b. multiflora
- S. b. pilosellifolia
- S. b. angustifolia
- S. b. gillettii
- S. b. latifolia
- S. b. macropetala
- S. b. schweinfurthii